# Apetinus brevis
Apetinus brevis är en skalbaggsart som först beskrevs av Sharp 1878.  Apetinus brevis ingår i släktet Apetinus och familjen glansbaggar. Inga underarter finns listade i Catalogue of Life.